# La Liga de 1990–91
A La Liga de 1990–91 foi a 60º edição da liga de Primeira Divisão de Espanha de futebol. Com 20 participantes, o campeão foi o FC Barcelona.

## Classificação final
| Pos. | Equipe             | J  | V  | E  | D  | GM | GS | SG  | Pts. |
| ---- | ------------------ | -- | -- | -- | -- | -- | -- | --- | ---- |
| 1    | Barcelona          | 38 | 25 | 7  | 6  | 74 | 33 | 41  | 57   |
| 2    | Atlético de Madrid | 38 | 17 | 13 | 8  | 52 | 28 | 24  | 47   |
| 3    | Real Madrid        | 38 | 20 | 6  | 12 | 63 | 37 | 26  | 46   |
| 4    | Osasuna            | 38 | 15 | 15 | 8  | 43 | 34 | 9   | 45   |
| 5    | Sporting de Gijón  | 38 | 16 | 12 | 10 | 50 | 37 | 13  | 44   |
| 6    | Real Oviedo        | 38 | 13 | 16 | 9  | 36 | 35 | 1   | 42   |
| 7    | Valencia           | 38 | 15 | 10 | 13 | 44 | 40 | 4   | 40   |
| 8    | Sevilla            | 38 | 15 | 8  | 15 | 45 | 47 | -2  | 38   |
| 9    | Real Valladolid    | 38 | 12 | 13 | 13 | 38 | 40 | -2  | 37   |
| 10   | Logroñés           | 38 | 13 | 11 | 14 | 28 | 35 | -7  | 37   |
| 11   | Real Burgos        | 38 | 10 | 17 | 11 | 32 | 27 | 5   | 37   |
| 12   | Athletic Club      | 38 | 15 | 6  | 17 | 41 | 50 | -9  | 36   |
| 13   | Real Sociedad      | 38 | 11 | 14 | 13 | 39 | 45 | -6  | 36   |
| 14   | Tenerife           | 38 | 14 | 7  | 17 | 37 | 53 | -16 | 35   |
| 15   | Mallorca           | 38 | 9  | 16 | 13 | 32 | 40 | -8  | 34   |
| 16   | Español            | 38 | 12 | 10 | 16 | 39 | 47 | -8  | 34   |
| 17   | Real Zaragoza      | 38 | 11 | 11 | 16 | 36 | 40 | -4  | 33   |
| 18   | Cádiz              | 38 | 7  | 15 | 16 | 29 | 41 | -12 | 29   |
| 19   | Castellón          | 38 | 8  | 12 | 18 | 27 | 48 | -21 | 28   |
| 20   | Real Betis         | 38 | 6  | 13 | 19 | 37 | 65 | -28 | 25   |

|  | Liga dos Campeões da UEFA                                       |
|  | Copa da UEFA de 1991-92                                         |
|  | Recopa da Europa de 1991-92                                     |
|  | Classificado para a promoção de permanencia na Primera División |
|  | Descenso a Segunda División                                     |

## Artilheiros
| Jogador           | Gols | Time              |
| ----------------- | ---- | ----------------- |
| Emilio Butragueño | 1402 | Real Madrid       |
| John Aldridge     | 17   | Real Sociedad     |
| Manolo            | 16   | Atlético Madrid   |
| Milan Luhový      | 16   | Sporting de Gijón |
| Gregorio Fonseca  | 14   | Valladolid        |